# توأم 2 (فلم)
توأم 2 أو جادوا 2 هو فيلم فيلم كوميدي هندي صدرَ عام 2017 من إخراج ديفيد دهاوان. الفيلم عبارة عن ريبوت للفيلم الذي صدر عام 1997 والذي يحملُ نفسَ العنوان. شاركَ في بطولة الفيلم الممثل الصاعد فارون دهاوان والذي لعبَ دور التوئمين راجا وبريم، جنبًا إلى جنب معَ جاكلين فيرنانديز وتابسي بانو. فيما تكلفت شركة ناديادوالا للترفيه بعمليّة الإنتاج.

## قصّة الفيلم
حين عودته إلى مومباي؛ يلتقي راجيف مالهوترا السيّد تشارلز الذي يُخبره بأنّ زوجته في المستشفى. هناك تلدُ الزوجة توأمان ويُفاجئهم الطبيب بالقول إنّ هذا التوئمان قريبان من بعضها البعض لذلك ستكونُ ردود فعلهما هي ذاتها وفي نفس الوقت أيضًا. خلال حوار مالهوترا معَ سلطات المستشفى حصل شجارٌ ما فتمكّنَ تشارلز من خطفِ أحد التوائم ثم قُبض عليهِ وحكم عليه بالسجن لمدة عشرين عامًا. حينَها تنصحُ الشرطة السيّد مالهوترا بأخذ زوجته وبريم وترك الهند لذلك انتقلوا إلى لندن. وُجدَ التوأم الآخر من قِبل سيّدة تُدعى كاشيباي واختارت راجا اسمَا له.
بعد عشرين عاما؛ يكبرُ بريم ويعملُ على تطوير ذاته من أجلِ أن يُصبحَ موسيقيًا وحينَما يلتحقُ بالجامعة يقعُ في حبّ شابة تُدعى سامايرا ثم يطلبُ منها تعليمهُ الموسيقى. في نفس الوقت؛ يُصبحُ راجا شابًا ويعيشُ حياة شقيّة معَ صديقه ناندو ثمّ يقعُ في وقتٍ لاحق في حب فتاة تُدعى أليشكا. تختلطُ الأوضاع فيما بعد؛ حيثُ تتوهُ أليمكشا وسامايرا في راجا وبريم وتزداد الأوضاع غرابة حينما تتطابق ردود فعل الثنائي مما يتسبب في خلقِ ارتباك في الوسط. يتلقي راجا أخيرًا ببريم ويكتشفُ أنه شبيه له ويعلمان في وقتٍ لاحق أنهما شقيقان. حينَها يقومُ تشارلز الذي خرجَ من السجن للتو بخطف والدهما وسجن راجا مُقابل إطلاق سراح بريم المسكين. راجا المتهور يكتشفُ نقطة ردود الفعل المتشابهة فيعمل عليها لصالحه من أجل فكّ نفسه وإنقاذ والده من الهلاك. يجتمعُ شمل عائلة مالهوترا ويتزوّجُ راجا بأليشكا في حين تتزوجُ سامايرا ببريم.

## الاستقبال
حصل فيلم توأم 2 على مراجعات مختلطة حيثُ نالَ نسبة 50% على موقع الطماطم الفاسدة معَ متوسط تقييم بلغَ 5 من أصل 10. في المُقابل أعطى مينا آير من تايمز أوف إينديا الفيلم 3 درجات من أصل 5 مع تعليقٍ ذكرَ فيه التالي: «الأساسُ في هذا الفيلم هوَ المتعة التي تُحسّ وأنت تُشاهد ما يجري.» أمّا المحلل روهيت من تايمز أوف هندوستان فقد قيّم الفيلم بدرجتان من أصل خمسة. انتقدَ رجا سين من إن دي تي في الممثل فارون دهاوان بسببِ تصنّعه ومحاولة تشببه بالممثل الهندي الآخر سلمان خان بدل التمثيل بعفويّة ثم أعطى الفيلم 1.5 فقط من أصل 5. أعطى راجيف ماساند من نيوز18 الفيلم تقييم 2 من أصل 5 مع تعليق على شاكلة سؤال كالتالي: «ليس هناك من شك في أنه إذا ما كانت ستكونُ هناك طبعة جديدة من فيلم توأم فإنّ فارون سيحصلُ على دور البطولة لكنّ السؤال الأهم هو هل يجبُ أن تصورُ طبعة جديدة من الفيلم في المقام الأول؟»

## روابط خارجية
- مقالات تستعمل روابط فنية بلا صلة مع ويكي بيانات